# Fernando Beltrán
Fernando „Nene” Beltrán Cruz (ur. 8 maja 1998 w mieście Meksyk) – meksykański piłkarz występujący na pozycji środkowego pomocnika, reprezentant Meksyku, od 2017 roku zawodnik Guadalajary.